# Eijsden
Eijsden (en neerlandés: Èèsjde) es un poblado ubicado en la parte sur europea de Países Bajos en la parte suroeste de la provincia de Limburgo y es una de los poblados más viejos del país. En el censo de 2021 su población es de 4225 habitantes.

## Historia
Hasta el 1 de enero de 2011 Eijsden era el poblado principal del municipio del mismo nombre hasta que ese municipio se fusionó con su municipio vecino de Margraten, pasando a ser Eijsden-Margraten.
Es una de las ciudades más al sur de Países Bajos, frontera que principalmente es con Bélgica. El río Meuse, que va de Francia a Bélgica, atraviesa en su parte final la ciudad.

## Economía
La ciudad vive del comercio marino, aunque por tradición es agrícola enfocada en frutas, donde hubo un tiempo en el que en Eijsden existió el árbol frutal más grande de Países Bajos. En la segunda mitad del siglo XX varios campos de cultivo fueron reemplazados por casas e industrias.
En 1870 había una fábrica industrial basada en el óxido de zinc que daba trabajos pero contaminaba el aire. Los empleados eran 700 pero actualmente son alrededor de 300 y cada vez son menos. Como resultado de la fabricación de casas en el lado norte del poblado, Eijsden pasó a ser un área residencial.